# مومبيروني
مومبيروني (بالإيطالية: Momperone)‏ هي بلدية في مقاطعة ألساندريا في إقليم بييمونتي في إيطاليا.

## السكان
في سنة 1861 بلغ عدد السكان 470 نسمة، وتطور العدد ليصل في سنة 2011 لـ 219 نسمة.
يظهر هذا المخطط البياني تطور النمو السكاني لـ مومبيروني